# Tamás Egerszegi
Tamás Egerszegi (Dunakeszi, 2 agosto 1991) è un ex calciatore ungherese, di ruolo centrocampista.

## Palmarès

### Club

#### Competizioni nazionali
- Coppa di Lega ungherese: 1

Diósgyőr: 2013-2014